# 荣科
荣科（1914年—1995年），男，祖籍直隶（今河北）青县，生于奉天（今辽宁）沈阳，中国金属冶金学家，曾任中国铸造协会理事长，第二、三、五届全国人大代表。